# Armen Darbinjan

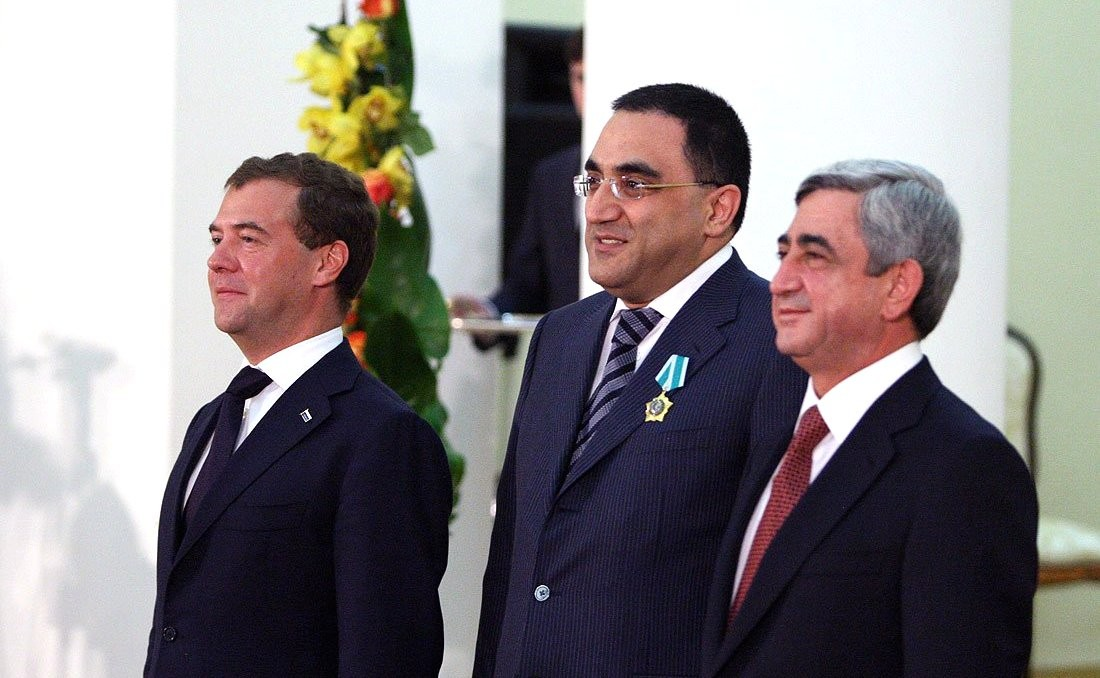
Armen Darbinjan (Mitte) mit Dmitri Medwedew und Sersch Sargsjan

Armen Razmiki Darbinjan (armenisch Արմեն Դարբինյան; russisch Армен Размикович Дарбинян; * 23. Januar 1965 in Leninakan, Armenische Sozialistische Sowjetrepublik) ist ein armenischer Politiker und Hochschuldirektor. Er war von 1998 bis 1999 Premierminister Armeniens.

## Biografie
Nach dem Schulbesuch studierte er Wirtschaftswissenschaften an der Lomonossow-Universität in Moskau und schloss dieses Studium 1989 ab. Einige Jahre nach der Unabhängigkeit Armeniens von der Sowjetunion am 21. September 1991 übernahm Darbinjan eine führende Position in der Verwaltung des Landes.
Von 1989 bis 1992 war Darbinjan stellvertretender Leiter der Abteilung Wirtschaftspolitik der Ständigen Vertretung Armeniens in Moskau und bevollmächtigter Vertreter des Landes in der Staatskommission für die Fragen der Auslandsschulden der UdSSR.
1994 erfolgte seine Ernennung zum Stellvertretenden Gouverneur der Zentralbank der Republik Armenien (Հայաստանի Կենտրոնական Բանկ). Diese Position hatte er bis zu seiner Ernennung zum Minister für Wirtschaft und Finanzen im Kabinett von Premierminister Robert Kotscharjan im Mai 1997 inne.
Nach der Wahl Kotscharjans zum Staatspräsidenten Armeniens wurde er als Parteiloser dessen Nachfolger am 10. April 1998 Premierminister. Während seiner bis zum 11. Juni 1999 dauernden Amtszeit war er bekannt als Unterstützer für das Fortsetzen radikaler Wirtschaftsreformen und der Beschleunigung der Privatisierung in dem verarmten Staat im Kaukasus. Nachfolger als Premierminister wurde der frühere Verteidigungsminister Wasken Sarkissjan.
Seit 2001 ist er Rektor der Russisch-Armenischen Staatsuniversität in Jerewan.
Seit 2005 ist Darbinjan Mitglied des Expertenrats der Rechnungskammer von Russland. Zudem sitzt er seit 2006 als Mitglied im Expertenrat der staatlichen Nachrichtenagentur RIA Novosti.